# Ronde van Italië 2014/Vierde etappe
De vierde etappe van de Ronde van Italië 2014 werd op 13 mei 2014 verreden. Het peloton begon in Giovinazzo aan een vlakke etappe van 121 kilometer die in Bari eindigde. Het is de eerste rit van de wedstrijd die op Italiaanse bodem verreden werd. De laatste keer dat Bari een aankomstplaats in de Ronde van Italië was, was in 1990. De Italiaan Gianni Bugno won toen in de Individuele tijdrit.

## Verloop
De renners werden na de overtocht vanuit Ierland gespaard in de vierde etappe, behoudens de tijdritten de kortste etappe van de Giro. Op hun slechts 112 kilometer lange weg van Giovinazzo naar Bari hoefden de renners ook geen heuvels over en met acht plaatselijke ronden van 8 kilometer in Bari leek het vooraf onbegonnen werk voor avonturiers om de sprinters de loef af te steken.
Bovendien vonden de renners de wegen richting Bari veel te glad en werd besloten tot een niet-aanvalsverdrag, waardoor er alleen in de laatste 40 kilometer echt gekoerst werd.
Met de afmelding van tweevoudig ritwinnaar Marcel Kittel (de sprinter van Giant-Shimano verscheen vanwege koorts niet op het appel) was voor de sprinters een concurrent van formaat verdwenen.
Die sprinters roerden zich voor het eerst bij de bonificatiesprint op vier rondjes voor het einde met de Italiaan Elia Viviani als winnaar. Daarna bleef het rustig tot aan de laatste ronde. Uitgerekend in die laatste ronde begon het weer te regen. Rozetruidrager Matthews besloot daarop zich terug te laten zakken en niet mee te sprinten uit angst voor een valpartij.
Dat bleek een wijs besluit van de Australiër, want in de bochtige finale regende het valpartijen. Voorin bleven er nog maar een handjevol renners over, waaronder ook Tom Veelers. Hij trok, bij afwezigheid van Kittel, de sprint aan voor Luka Mezgec, maar die viel weg met materiaalpech.
Veelers besloot door te trekken, leek het ook te gaan halen, maar net voor de finish werd hij nog gepasseerd door Nacer Bouhanni, de winnaar van de dag, en Giacomo Nizzolo.

## Uitslag
| Giovinazzo - Bari (112 km) |                   |                     |          |
| Plaats                     | Naam              | Ploeg               | Tijd     |
| Winnaar                    | Nacer Bouhanni    | FDJ.fr              | 2u22'06" |
| 2                          | Giacomo Nizzolo   | Trek Factory Racing | z.t.     |
| 3                          | Tom Veelers       | Giant-Shimano       | z.t.     |
| 4                          | Roberto Ferrari   | Lampre-Merida       | z.t.     |
| 5                          | Elia Viviani      | Cannondale          | z.t.     |
| 6                          | Matteo Montaguti  | AG2R La Mondiale    | z.t.     |
| 7                          | Kenny Dehaes      | Lotto-Belisol       | z.t.     |
| 8                          | Luka Mezgec       | Giant-Shimano       | z.t.     |
| 9                          | Bert De Backer    | Giant-Shimano       | z.t.     |
| 10                         | Francesco Chicchi | Neri Sottoli        | z.t.     |

## Klassementen
| Algemeen klassement |                     |                         |           |
| Plaats              | Naam                | Ploeg                   | Tijd      |
| Roze trui           | Michael Matthews    | Orica-GreenEdge         | 12u28'34" |
| 2                   | Alessandro Petacchi | Omega Pharma-Quick-Step | +8"       |
| 3                   | Daniel Oss          | BMC Racing Team         | +10"      |
| 4                   | Ivan Santaromita    | Orica-GreenEdge         | +14"      |
| 5                   | Pieter Weening      | Orica-GreenEdge         | z.t.      |
| 6                   | Luke Durbridge      | Orica-GreenEdge         | z.t.      |
| 7                   | Svein Tuft          | Orica-GreenEdge         | z.t.      |
| 8                   | Serge Pauwels       | Omega Pharma-Quick-Step | +19"      |
| 9                   | Rigoberto Urán      | Omega Pharma-Quick-Step | z.t.      |
| 10                  | Pieter Serry        | Omega Pharma-Quick-Step | z.t.      |

| Puntenklassement |                    |                     |        |
| Plaats           | Naam               | Ploeg               | Punten |
| Rode trui        | Nacer Bouhanni     | FDJ.fr              | 115    |
| 2                | Elia Viviani       | Cannondale          | 113    |
| 3                | Giacomo Nizzolo    | Trek Factory Racing | 106    |
|                  |                    |                     |        |
| 9                | Maarten Tjallingii | Belkin Pro Cycling  | 32     |
| 26               | Kenny Dehaes       | Lotto-Belisol       | 16     |

| Bergklassement |                    |                    |        |
| Plaats         | Naam               | Ploeg              | Punten |
| Blauwe trui    | Maarten Tjallingii | Belkin Pro Cycling | 12     |
| 2              | Andrea Fedi        | Neri Sottoli       | 3      |
| 3              | Yonder Godoy       | Androni Giocattoli | 2      |
|                |                    |                    |        |
| 6              | Gert Dockx         | Lotto-Belisol      | 2      |

| Jongerenklassement |                  |                         |           |
| Plaats             | Naam             | Ploeg                   | Tijd      |
| Witte trui         | Michael Matthews | Orica-GreenEdge         | 12u28'43" |
| 2                  | Luke Durbridge   | Orica-GreenEdge         | +14"      |
| 3                  | Julien Vermote   | Omega Pharma-Quick-Step | +19"      |
|                    |                  |                         |           |
| 26                 | Wilco Kelderman  | Belkin Pro Cycling      | +1'12"    |

| Ploegenklassement |                         |           |
| Plaats            | Ploeg                   | Tijd      |
|                   | Orica-GreenEDGE         | 36u37'02" |
| 2                 | Omega Pharma-Quick-Step | +19"      |
| 3                 | BMC Racing Team         | +21"      |
|                   |                         |           |
| 8                 | Giant-Shimano           | +56"      |

1e etappe ·
2e etappe ·
3e etappe ·
4e etappe ·
5e etappe ·
6e etappe ·
7e etappe ·
8e etappe ·
9e etappe ·
10e etappe ·
11e etappe ·
12e etappe ·
13e etappe ·
14e etappe ·
15e etappe ·
16e etappe ·
17e etappe ·
18e etappe ·
19e etappe ·
20e etappe ·
21e etappe
Startlijst · Eindstanden · Afbeeldingen